# 王室制誥
王室制誥（葡萄牙語：Providências Régias）是由葡萄牙海事暨海外部部長卡斯特羅以葡萄牙女王瑪麗亞一世名義發佈。

## 歷史
1783年4月4日葡萄牙海事暨海外部部長卡斯特羅以葡萄牙女王瑪麗婭一世名義向葡屬印度總督發佈的聖諭，後人稱《王室制誥》。制誥單方面宣佈澳門為自由港，同時賦予澳門總督更大的權力，使其能主導澳門的政治生活。制誥要求澳門議事會向澳門總督和大法官提交行政賬目，並規定議事會在聽取總督意見之前不得作出任何決定。該制誥強化了葡國中央政府在澳門的管治權。

### 改變
- 擴展總督的職權範圍。總督不僅是居澳葡人社區的軍事首領，而且可以干預當地日常行政事務，對議事會決策擁有否決權，實際上成為居澳葡人社區的最高首長。
- 增強守衛澳門的軍事力量。